# Porta Santa Susanna
La Porta Santa Susanna  est l'une des portes médiévales de Pérouse insérée dans les murs des XIIIe et XIVe siècles.